# OFFICIAL BOOTLEG
『OFFICIAL BOOTLEG』（オフィシャル・ブートレグ）は、笠浩二が2020年にリリースしたコンピレーション・アルバムのタイトルである。

## 解説
- 入手困難だったレアトラックをリマスタリング収録した数量限定盤。当初ライブ会場限定販売の予定であったが、新型コロナウイルスの影響でライブが中止になったため通信販売に切り替えられた[1]。
- ベスト・アルバムではなくコンピレーション・アルバムと表記。

## 収録曲
| #   | タイトル                 | 作詞     | 作曲     | 編曲      |
| --- | ------------------------ | -------- | -------- | --------- |
| 1.  | 「マーベラス」           | 笠浩二   | 笠浩二   | Toshitaro |
| 2.  | 「風のメロディー」       | 笠浩二   | 笠浩二   | Toshitaro |
| 3.  | 「夢の神話」             | 笠浩二   | 笠浩二   | Toshitaro |
| 4.  | 「Virginity」            | 小林浩   | 笠浩二   | 米川英之  |
| 5.  | 「Extension」            | 小林浩   | 笠浩二   | 米川英之  |
| 6.  | 「Day by Day」           | 関口誠人 | 米川英之 | 米川英之  |
| 7.  | 「Shield of Lover」      | 笠浩二   | 笠浩二   | 笠浩二    |
| 8.  | 「A Walk in the Clouds」 | 笠浩二   | 笠浩二   | 笠浩二    |
| 9.  | 「ひみつ」               | 笠浩二   | 笠浩二   | 笠浩二    |
| 10. | 「風車の下で」           | 笠浩二   | 笠浩二   | 笠浩二    |

## 楽曲解説
1. マーベラス
  - アルバム『MARVELOUS』収録。
2. 風のメロディー
  - アルバム『ちきちきこうじぃこうなぁず Vol.1』収録。
3. 夢の神話
  - アルバム『ちきちきこうじぃこうなぁず Vol.2』収録。
4. Virginity
  - 3rdシングル『RYU EX.C-C-B』収録。
5. Extension
  - 3rdシングル『RYU EX.C-C-B』収録やアルバム『ちきちきこうじぃこうなぁず Vol.2』収録。
6. Day by Day
  - アルバム『ちきちきこうじぃこうなぁず Vol.1』収録。
7. Shield of Lover
  - アルバム『ちきちきこうじぃこうなぁず Vol.1』収録。
8. A Walk in the Clouds
  - アルバム『ちきちきこうじぃこうなぁず Vol.1』収録。
9. ひみつ
  - アルバム『ちきちきこうじぃこうなぁず Vol.2』収録。
10. 風車の下で
  - 笠が在籍していた『Ryu‘s』のアルバム『Before that shines brightly.』収録。